# 忘忧站
忘憂站（：／ Mangu yeok */?）是京義·中央線與京春線共線區間沿線的一座鐵路車站，同時也是忘憂線的起點車站，位於韓國首爾特別市中浪區上鳳洞。

## 車站結構
站體為5面21線混合式月台的地面車站，其中14線是貨物運輸和其他用途的軌道，候車月台設有月台幕門。2、3號月台西側端設有連結通道往上凤站京江線KTX月台。

### 月台配置
| ↑ 上鳳（京義·中央線、京春線）        |
| \| ２３ \| ４５ \| ６７ \|           |
| 養源（京義·中央線）↓ 新內（京春線）↓ |

| 月台 | 路線                   | 目的地                           |
| ---- | ---------------------- | -------------------------------- |
| 1    | ●首都圈電鐵京義·中央線 | 回基、龍山、文山方向             |
|      |                        | （清涼里、龍門方向通過線）       |
| 2、3 | ●首都圈電鐵京義·中央線 | 德沼、楊平、龍門方向             |
|      |                        | （貨物和其他軌道）               |
| 4    | ●首都圈電鐵京春線      | 不使用                           |
| 5    | ●首都圈電鐵京春線      | 上鳳、清涼里方向                 |
| 6    | ●首都圈電鐵京春線      | 退溪院、坪內好坪、加平、春川方向 |
| 7    | ●首都圈電鐵京春線      | 不使用                           |

## 歷史
- 1939年4月1日：中央線站體落成啟用。
- 1964年1月11日：忘憂線開通。
- 2005年12月16日：首都圈電鐵中央線開通。
- 2010年12月21日：首都圈電鐵京春線開通。
- 2014年12月27日：首都圈電鐵中央線編入首都圈電鐵京義·中央線。

## 車站周邊
- 忘憂派出所
- 中浪區廳
- 烽燧臺公園
- 首爾中和初等學校
- 上鳳中學
- 蕙園女子高校
- 上鳳城際客運站（朝鲜语：상봉시외버스터미널）
- 上鳳INNO CITY
  - ENTER-6（朝鲜语：엔터식스）上鳳店
  - Home plus（朝鲜语：홈플러스）上鳳店
- 好市多上鳳店
- E-mart上鳳店

## 圖片

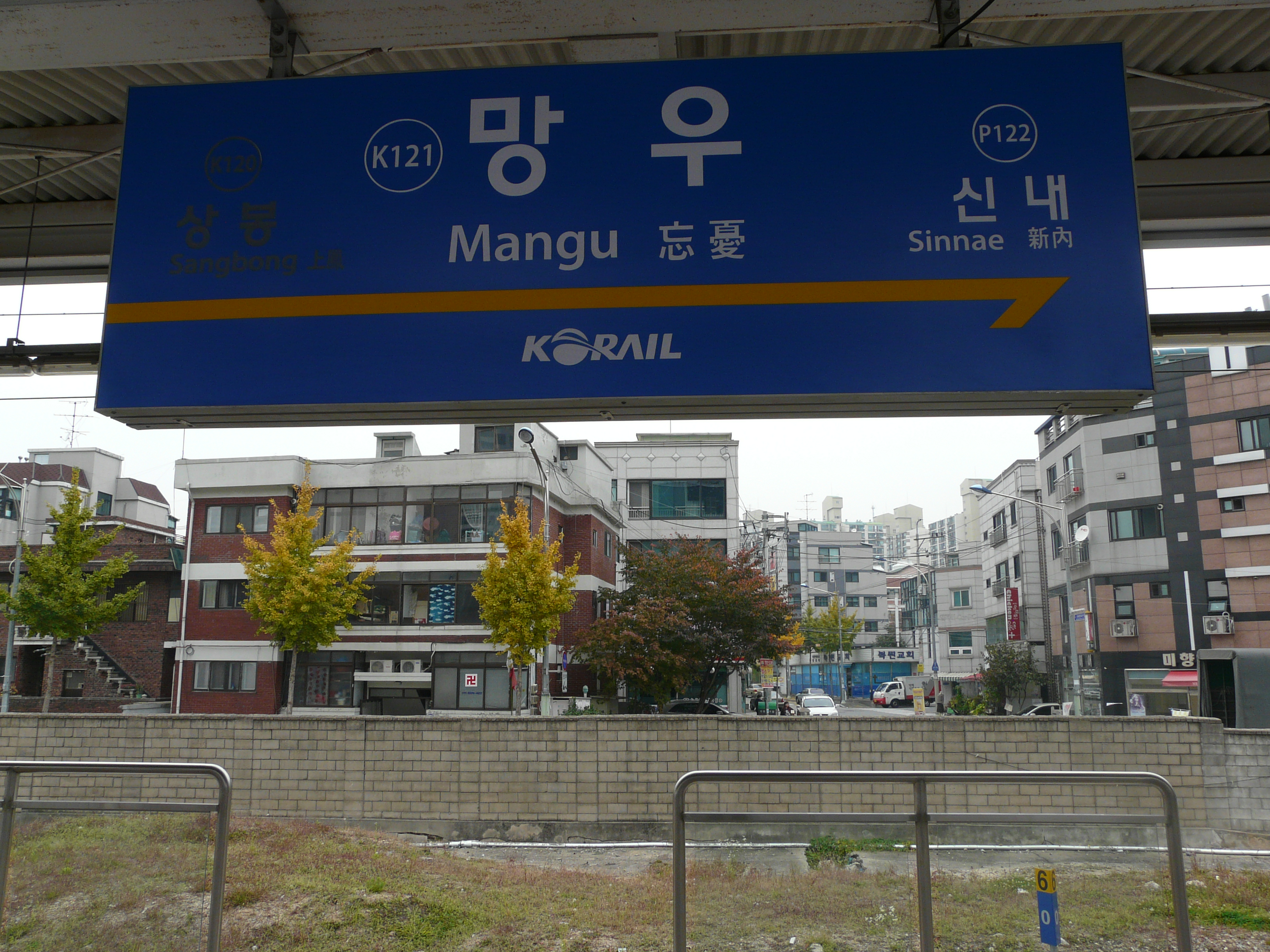
站名牌
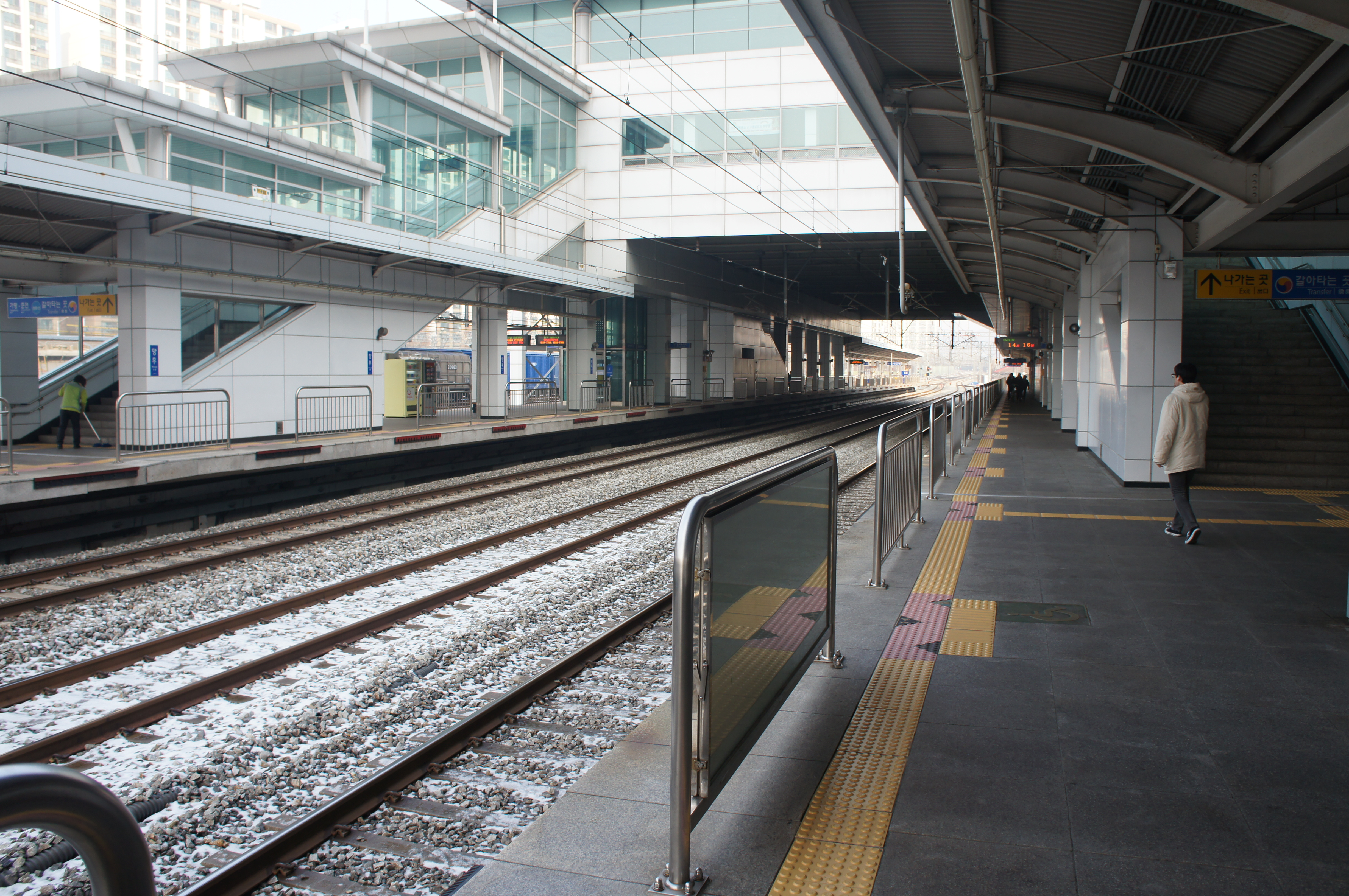
候車月台

## 相鄰車站
韓國鐵道公社
●首都圈電鐵京義·中央線
中央線緩行
上鳳（K120）－忘憂（K121）－養源（K122）
●首都圈電鐵京春線
忘憂緩行、緩行
上鳳（K120）－忘憂（K121）－新內（P122）